# Hypomolis sanguinipectus
Hypomolis sanguinipectus är en fjärilsart som beskrevs av Adalbert Seitz 1919. Hypomolis sanguinipectus ingår i släktet Hypomolis och familjen björnspinnare. Inga underarter finns listade i Catalogue of Life.